# Türkische Militäroffensive im Gouvernement Idlib
Die türkische Militäroffensive im Gouvernement Idlib begann am 12. Oktober 2017, als Ziel wurde ausgegeben, eine Deeskalationszone zu schaffen. Die Türkei gibt an, damit verhindern zu wollen, dass noch mehr Kriegsflüchtlinge in die Türkei fliehen. Ein türkischer Konvoi aus Truppentransportern, LKWs und Leopard-2-Panzern rückte in Idlib ein sowie in einen Vorort westlich von Aleppo. Offiziell sollen hier Beobachtungsposten eingerichtet werden. Beobachter gehen davon aus, dass faktisch Armeestützpunkte errichtet werden. Die türkische Armee wird bei dem Einsatz von Rebellen der Freien Syrischen Armee, der HTS und den Ahrar al-Scham unterstützt.
Die Militäroffensive ist Teil der türkischen Besetzung Nordsyriens seit 2016, die von Beobachtern als völkerrechtswidriger Angriffskrieg gewertet werden. Ein im September 2020 veröffentlichter Bericht des Hohen Kommissars der Vereinten Nationen für Menschenrechte wirft den türkischen Streitkräften sowie seinen Rebellen-Unterstützern vor, in Syrien Freiheitsberaubungen begangen zu haben und sieht Hinweise weiterer Verbrechen an syrischen Zivilisten; Folter (darunter Vergewaltigung), Plünderung sowie die Zerstörung von Weltkulturerbe.

## Ziele
Die Türkei hat mit den Regierungen von Russland und Iran in Astana vereinbart, die Haiʾat Tahrir asch-Scham (HTS) aus Idlib zu vertreiben. Die HTS gilt als dominierende Kraft in der Region um Idlib.
Anschließend soll in der Provinz eine Deeskalationszone errichtet werden, in der eine Waffenruhe zwischen syrischen Regierungstruppen und Rebellen gilt. Die Demokratischen Kräfte Syriens (DKS) gehen davon aus, dass die Offensive anschließend gegen sie gerichtet wird. Die Türkei sieht in den Volksverteidigungseinheiten (YPG), die innerhalb der DKS dominieren, einen Ableger der verbotenen Arbeiterpartei Kurdistans (PKK), die sie als Terrororganisation betrachtet. Am 14. Oktober forderte die syrische Regierung den Abzug der türkischen Truppen und sprach von „Aggressionen“, die nichts mit den „Vereinbarungen von Astana“ zu tun hätten.

## Errichtung von Beobachtungsposten
Laut den Astana Verhandlungen sollen von der Türkei insgesamt 12 Beobachterposten in Idlib errichtet werden. Die Türkei hat vier Beobachterposten in Salwa, Simeonberg, Jabal Aqil und Anak Berg angrenzend an Afrin eingerichtet. Zudem gibt es vier weitere Beobachterposten in Rashidin, Al Eis, Tell Tuqan, Surman in der Nähe von Aleppo und weitere vier in Morek, Maidan Gazal, Ishtabraq Berg und Dschabal Turkmen. Die ersten Posten wurden im Oktober 2017 an der Grenze zu Afrin errichtet. Der sechste Beobachterposten wurde im Februar 2018 in Surman errichtet.

## Kooperation zwischen der Türkei und HTS
Als die türkischen Truppen im Oktober 2017 mit 50 Panzern in Idlib einmarschierten, gab es dann aber keine Gefechte, sondern die HTS eskortierte die türkischen Truppen. Ruth Bosshardt von Schweizer Fernsehen SRF wurde im März 2018 von der HTS an der Grenze zwischen der Türkei und Syrien abgeholt und während ihrer Berichterstattung aus den von der Türkei kontrollierten Syrien begleitet. Bis im Juli 2018 gab es keine größeren Gefechte zwischen türkischen Truppen und der HTS.
Im Frühjahr 2020 wurde die Audioaufnahme einer Ansprache des HTS-Führers Abu al-Fateh al-Farghali an Mitglieder der Gruppe geleaked. In dieser erklärt al-Farghali seinen Truppen, wie das Abkommen zwischen HTS und der Türkei seit 2018 aussah. Demnach basierte dies auf der grundlegenden Bedingungen, dass HTS stets die militärische Übermacht in Idlib behalten müsse. Al-Farghali gibt zu, dass diese Übermacht von HTS im Jahr 2020 nicht mehr gegeben ist, daher sei das Abkommen mit der Türkei nichtig. Er bezeichnet das türkische Militär sowie türkische Soldaten als Ungläubige.